# Dontreix
Dontreix ist eine Gemeinde im Zentralmassiv in Frankreich. Sie gehört zur Region Nouvelle-Aquitaine, zum Département Creuse, zum Arrondissement Aubusson und zum Kanton Auzances. Sie grenzt im Nordwesten an Auzances, im Nordosten an Charron, im Osten an Charensat, im Südosten an Montel-de-Gelat, im Süden an Mérinchal, im Südwesten an Chard und im Westen an Les Mars.

## Bevölkerungsentwicklung
| Jahr      | 1962 | 1968 | 1975 | 1982 | 1990 | 1999 | 2008 | 2012 |
| --------- | ---- | ---- | ---- | ---- | ---- | ---- | ---- | ---- |
| Einwohner | 805  | 730  | 608  | 568  | 455  | 419  | 393  | 393  |

## Sehenswürdigkeiten

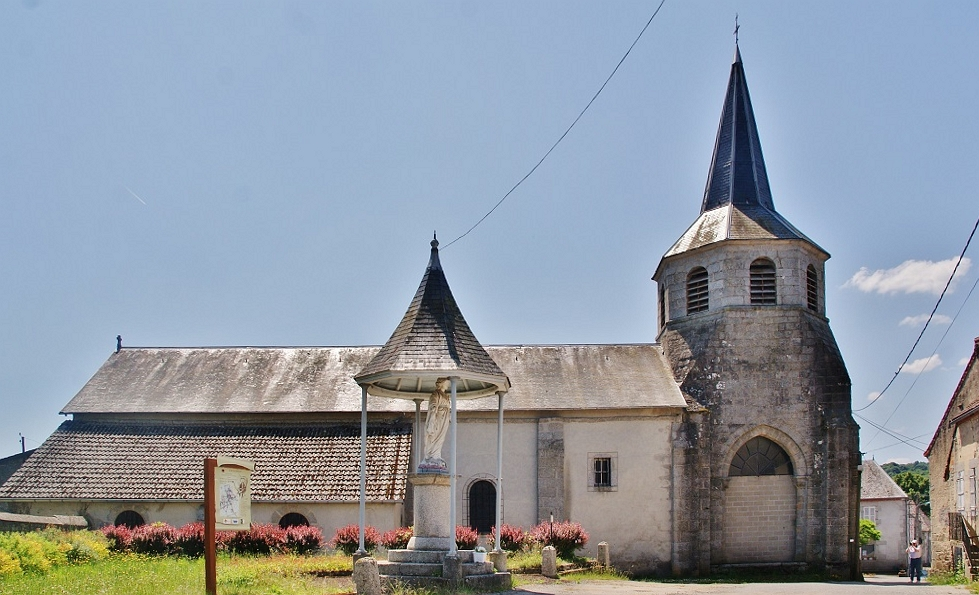
Kirche Saint-Julien

- Kirche Saint-Julien